# I Get the Blues When It Rains
I Get the Blues When It Rains ist ein Popsong, den Marcy Klauber und Harry Stoddard verfassten und 1928 veröffentlichten.

## Hintergrund
I Get the Blues When It Rains stammte von dem Songwriter-Team Marcy Klauber (1896–1960) und Harry Stoddard (1892–1951), Die beiden schrieben in dieser Zeit auch die Songs Farewell und Oh, How I Adore You. I Get the Blues When It Rains  war 1929 in den Vereinigten Staaten ein Charterfolg für Guy Lombardo and His Royal Canadians (#8); das Vokalduo Ford and Glenn (Ford Rush and Glenn Rowell, Columbia 1720-D) erreichte im selben Jahr #16. Die erste Strophe des Songs lautet:
| I get the blues when it rains The blues I can't lose when it rains Each little drop that falls On my window pane Seems to remind me Of the tears | I shed in vain. I sit and wait for the sun To shine down on me once again. It rained when I found you, It rained when I lost you, That's why I get the Blues when it rains. |

## Erste Aufnahmen und spätere Coverversionen
Zu den Musikern, die den Song ab 1929 coverten, gehörten Annette Hanshaw (Harmony 910-H – mit Phil Napoleon, Trompete), die Varsity Eight um Sam Lanin (Cameo), die California Ramblers (Edison), Fred Rich and His Orchestra (Banner 6860), das Nat Shilkret Orchestra  (mit Scrappy Lambert, Gesang; Victor 21943), das Frank Keyes Orchestra (Gesang Chester Hale; Perfect 15142) und das Wally Erickson's Coliseum Orchestra (Vocalion).
Der Diskograf Tom Lord listet im Bereich des Jazz insgesamt 81 (Stand 2016) Coverversionen, u. a. von Teddy Powell, Lee Castle, Peggy Lee, Claude Thornhill, Art Van Damme, Big Joe Turner, Lou McGarity, Sue Raney, Cab Calloway, Lena Horne, Bobby Gordon, Urbie Green, Ray Anthony, Kay Starr/Count Basie Orchestra, Sweet Emma Barrett, Kid Thomas Valentine, Bob Wilber und in Deutschland von der Maryland Jazz Band of Cologne. Auch Blues-, Country-, Rock- und Pop-Vokalisten wie Big Bill Broonzy, Jim Reeves, Johnny Desmond, Rusty Draper, Snooks Eaglin, Judy Garland, Jerry Lee Lewis und die Ink Spots coverten den Song.